# Rezerwat przyrody Šútovská dolina
Rezerwat przyrody Šútovská dolina – obszar ochrony ścisłej w Krywańskiej części Małej Fatry w Karpatach Zachodnich na Słowacji. Leży w granicach Parku Narodowego Mała Fatra.
Znajduje się w górnej części Doliny Szutowskiej (Šútovská dolina) na wysokości od 580–1450 m n.p.m. i obejmuje dno doliny, którym spływa Šútovský potok oraz obydwa jej zbocza; od wschodu jest to stok Žobráka (1308 m) i Suchego vrchu (1267 m), od zachodu Úplaz (1450 m).
Rezerwat ma powierzchnię 526,65 ha. Utworzony został w 1967 w celu ochrony cennego pod względem krajobrazowym i przyrodniczym krajobrazu i dobrze zachowanego lasu karpackiego. W obrębie tego rezerwatu znajdują się:
- udostępniony turystycznie Šútovský vodopád –  najwyższy wodospad w Małej Fatrze (ok 38 m wysokości)
- niedostępny dla turystów wąwóz Tesné
- Mojžišove pramene (po polsku Mojżeszowe źródła) – przy szlaku turystycznym

Od znakowanego niebieskiego szlaku turystycznego do wodospadu prowadzi krótka, ślepo kończąca się ścieżka, a przy rozdrożu do niej ustawiono tablicę z opisem rezerwatu.

## Szlak turystyczny
Šútovo –  Šútovský vodopád – Mojžišove pramene – rozdroże Kopiská – Chata pod Chlebom (4,05 h)

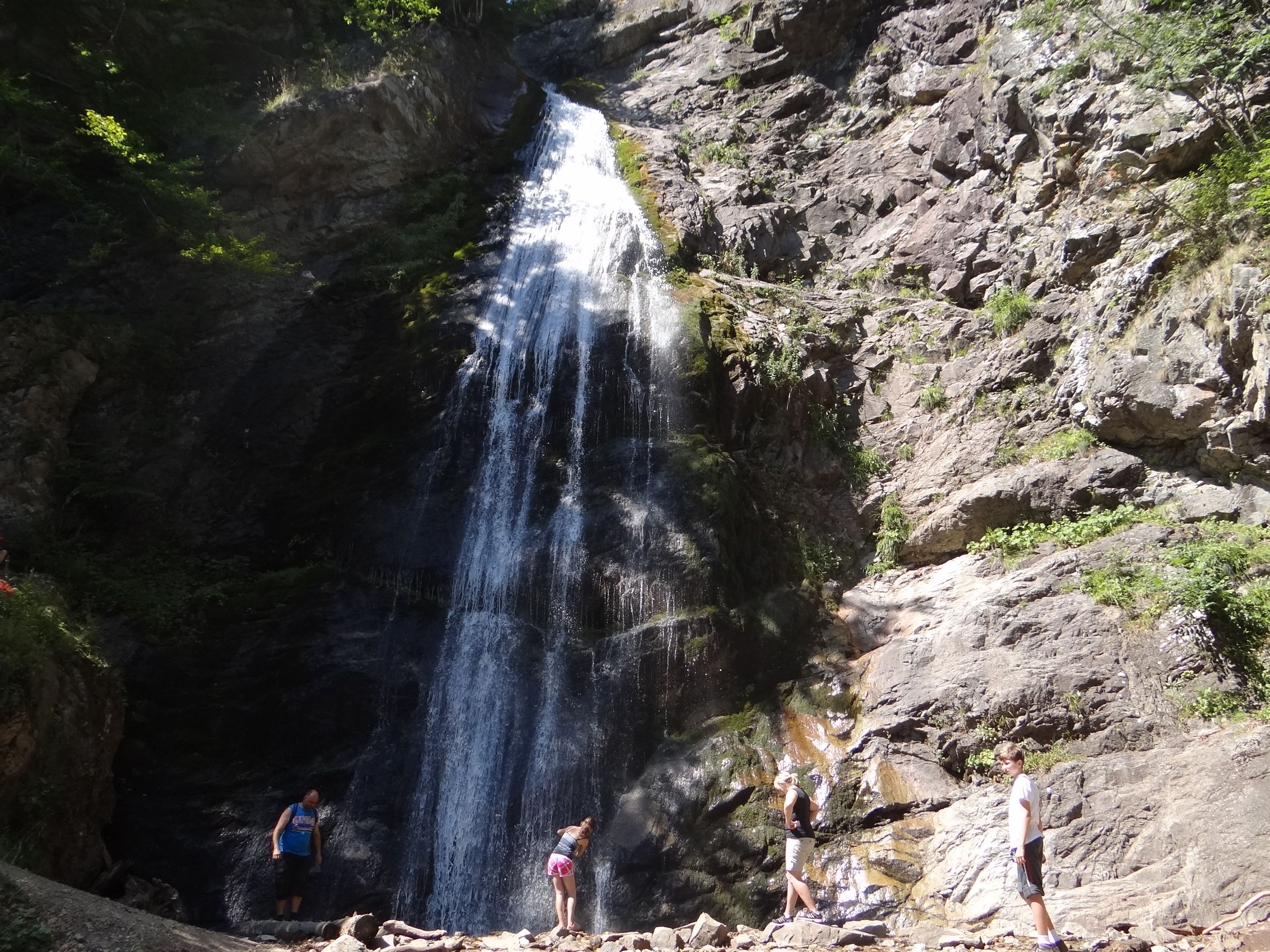
Šútovský vodopád